# Fackeldans
Fackeldans är en polonäsartad dans, i vilken deltagarna bär vaxfacklor i händerna. En sådan dans tillhörde de gamla grekernas bröllopshögtidligheter och infördes senare av Konstantin den store (på 300-talet) i hovceremonielet. Fackeldansen förekom under den senare medeltiden och fram på 1600-talet vid bröllop, och utgjorde särskilt ett av de festliga upptåg med vilka kungarnas biläger brukade firas.

## I Sverige
I Sverige under kungliga bröllop dansade man fackeldans under den så kallade bilägerceremonien. Då fördes det kungliga brudparet in i en paradsängkammare och flera höga manliga bröllopsgäster, oftast riksråd dansade en "långsam och värdig" dans med facklor i händerna.
Inför bröllopet mellan kronprins Oscar och Josefina av Leuchtenberg 1823 tog brudgummens far Karl XIV Johan bort tidigare traditioner som fackeldans, som dittills varit i bruk vid kungliga bröllop i Sverige.

## Andra länder
Dansen var bruklig under 1600- och 1700-talen vid flera tyska hov samt engelska och danska hoven, och dansades ännu in på 1900-talet vid bröllop inom den preussiska kungafamiljen, som vid kejsar Wilhelm II dotters förmälning med hertigen av Braunschweig 1913 lät uppföra fackeldansen: Tolv manliga furstar, biträdda av pager, bar brinnade facklor i händerna. I första turen dansar brudparet ensamt, varefter bruden i andra turen bjöd upp kejsaren och sedan de andra högheterna. Slutligen dansade brudgummen med kejsarinnan och prinsessorna.